# Островский, Александр (губернатор)
Граф Александр Островский (пол. Aleksander Ostrowski ; 12 сентября 1810 — 6 мая 1896) — государственный деятель Царства Польского Российской империи, Радомский гражданский губернатор (01.08.1862—02.05.1863), член Государственного совета Царства Польского, тайный советник.

## Биография
Представитель знатного польского рода герба Кораб.
После окончания учебы в Мюнхене принимал активное участие в политической и общественной жизни Варшавы, в 1859 году занимал пост вице-президента Сельскохозяйственного Общества.
С 1861 года — член Государственного совета Царства Польского.
В 1862—1863 — Радомский гражданский губернатор.
В 1863 году был назначен директором Комиссии внутренних дел Царства Польского.
В 1874 году — возглавлял Комитет земельного кредитного общества.
Крупный землевладелец. Владел 370 га земли на территории современной Украины.